# Pori Bears 2022
Questa voce raccoglie le informazioni riguardanti i Pori Bears nelle competizioni ufficiali della stagione 2022.

## I-divisioona 2022

### Stagione regolare
| Pori 16 luglio 2022, ore 14:00 1ª giornata | Pori Bears  | 6 – 21 (0-0 0-14 6-7 0-0) referto | Vantaan TAFT | Porin urheilukeskus\| Arbitro: \| Schroederus \| |
| Arbitro:                                   | Schroederus |                                   |              |                                                  |

| Tampere 23 luglio 2022, ore 17:30 2ª giornata | Tampere Saints | 41 – 20 (14-6 20-6 0-0 7-8) referto | Pori Bears | Pyynikin urheilukenttä (306 spett.)\| Arbitro: \| J. Lehtinen \| |
| Arbitro:                                      | J. Lehtinen    |                                     |            |                                                                  |

| Vaasa 31 luglio 2022, ore 14:00 3ª giornata | Wasa Royals | 48 – 0 (14-0 14-0 13-0 7-0) referto | Pori Bears | Kaarlen kenttä (300 spett.)\| Arbitro: \| Ni. Olsson \| |
| Arbitro:                                    | Ni. Olsson  |                                     |            |                                                         |

| Vantaa 6 agosto 2022, ore 15:00 4ª giornata | Vantaan TAFT  | 21 – 0 (7-0 7-0 7-0 0-0) referto | Pori Bears | Tikkurilan urheilupuisto (140 spett.)\| Arbitro: \| M. Makarainen \| |
| Arbitro:                                    | M. Makarainen |                                  |            |                                                                      |

| Pori 13 agosto 2022, ore 18:00 5ª giornata | Pori Bears     | 6 – 36 (6-0 0-15 0-7 0-14) referto | Tampere Saints | Porin urheilukeskus\| Arbitro: \| J. Kalliokoski \| |
| Arbitro:                                   | J. Kalliokoski |                                    |                |                                                     |

| Pori 20 agosto 2022, ore 18:00 6ª giornata | Pori Bears    | 0 – 43 (0-14 0-7 0-22 0-0) referto | Wasa Royals | Porin urheilukeskus (185 spett.)\| Arbitro: \| M. Makarainen \| |
| Arbitro:                                   | M. Makarainen |                                    |             |                                                                 |

## Statistiche di squadra
| Competizione      | %Vittorie | In casa | In casa | In casa | In casa | In casa | In casa | In trasferta | In trasferta | In trasferta | In trasferta | In trasferta | In trasferta | Totale | Totale | Totale | Totale | Totale | Totale |
| Competizione      | %Vittorie | G       | V       | N       | P       | Pf      | Ps      | G            | V            | N            | P            | Pf           | Ps           | G      | V      | N      | P      | Pf     | Ps     |
| ----------------- | --------- | ------- | ------- | ------- | ------- | ------- | ------- | ------------ | ------------ | ------------ | ------------ | ------------ | ------------ | ------ | ------ | ------ | ------ | ------ | ------ |
| Stagione regolare | .000      | 3       | 0       | 0       | 3       | 12      | 100     | 3            | 0            | 0            | 3            | 20           | 110          | 6      | 0      | 0      | 6      | 32     | 210    |
| Totale            | .000      | 3       | 0       | 0       | 3       | 12      | 100     | 3            | 0            | 0            | 3            | 20           | 110          | 6      | 0      | 0      | 6      | 32     | 210    |

## Statistiche personali

### Marcatori
| Giocatore  | Ruolo | TD rush | TD recv | TD int | TD p.ret | TD k.ret | TD oth | Xp1 | Xp2 | FG | Saf | Totale |
| ---------- | ----- | ------- | ------- | ------ | -------- | -------- | ------ | --- | --- | -- | --- | ------ |
| Olney      |       | 2       | 0       | 0      | 0        | 0        | 0      | 0   | 1   | 0  | 0   | 12     |
| R. Herbin  |       | 1       | 0       | 0      | 0        | 0        | 0      | 0   | 1   | 0  | 0   | 8      |
| K. Nurmela |       | 0       | 1       | 0      | 0        | 0        | 0      | 0   | 0   | 0  | 0   | 6      |
| A. Parizek |       | 0       | 1       | 0      | 0        | 0        | 0      | 0   | 0   | 0  | 0   | 6      |

### Passer rating
| Giocatore      | G | Att | Comp | Int | Yds | TD | NFL   | NCAA  |
| -------------- | - | --- | ---- | --- | --- | -- | ----- | ----- |
| Olney          | 6 | 139 | 45   | 7   | 464 | 2  | 26,78 | 55,09 |
| S. Karjalainen | 1 | 1   | 1    | 0   | 2   | 0  |       |       |
| A. Parizek     | 1 | 1   | 0    | 0   | 0   | 0  |       |       |